# Wim Wigt
Willem (Wim) Wigt, (Utrecht, 13 oktober 1944), is een Nederlandse impresario, concertorganisator, producent en oprichter van de platenmaatschappij Timeless Records.

## Leven en werk
Wigt begon tijdens zijn studie aan de Landbouwuniversiteit in Wageningen, als lid van studentenvereniging Ceres en in Theater Junushoff, met het organiseren van jazzconcerten. Op verzoek van de veelal Amerikaanse jazzmusici breidden de concerten en tournees zich, met hulp van medestudenten onder wie zijn latere vrouw Ria Wigt, al snel uit naar andere Nederlandse plaatsen en het buitenland. In 1974 besloot hij zijn studie af te breken om zich, samen met zijn vrouw, volledig op de muziekbusiness te richten. In de jaren die volgden, organiseerde Wigt talloze Europese tournees met onder anderen Art Blakey, Stan Getz, Dizzy Gillespie, Chet Baker, Charles Mingus, Lionel Hampton, Toots Thielemans, Dexter Gordon, Freddie Hubbard, Pharoah Sanders, Ben Webster, Chris Barber, Lonnie Donegan, Acker Bilk en de Dutch Swing College Band. Daarnaast bij gelegenheid ook optredens met Dionne Warwick, Chuck Berry, The Hollies, Alan Parsons, Buddy Guy, Dave Brubeck, B.B. King, Chick Corea, Keith Jarrett, George Benson, Nina Simone, André Rieu en de Nederlandse zangeres Rita Reys.
Wim Wigt werd hiermee een prominent figuur en pionier in de internationale jazzscene. Vaak introduceerde hij bekende Amerikaanse artiesten voor het eerst in verschillende Europese landen. Tournees reikte zelfs tot achter het destijds IJzeren gordijn, op de Balkan, Zuid-Afrika, Oceanië en in Japan. In 1981 droeg hij bij aan de oprichting van de gerenommeerde Parijse jazzclub New Morning. Ook had hij sedert de beginjaren van het North Sea Jazz Festival een grote invloed op de programmering. Als gevolg van een meningsverschil met festivaldirecteur Paul Acket organiseerde Wigt in 1984 het Camel Jazz Festival in het Concertgebouw in Amsterdam, als tegenhanger van het (destijds) Haagse festival.
In 1988 maakte Wigt als manager van Chet Baker zijn tragische dood in Amsterdam van dichtbij mee.
Sedert de jaren negentig is Wigt zich, naast jazzmuziek en bluesmuziek, ook op het boeken van ander liveamusement, zoals musicals, dans- en circusshows, gaan richten. Prominente artiesten zoals ex-Rolling Stones bassist Bill Wyman, gitaarvituoos Tommy Emmanuel en Britse tradjazz legende Chris Barber vertrouwen jarenlang het zakelijke deel van hun Europese tournees aan hem toe.

### Timeless Records
In 1975 richtten Wim Wigt en zijn vrouw Ria Wigt het platenlabel Timeless Records op. De allereerste uitgave Eastern Rebellion van Cedar Walton wordt door velen internationale experts gezien als een van de beste bebopjazzopnames uit de jaren zeventig. In 1983 won de Timelessopname van Machito and his Salsa Big Band, met Wigt als producent, een Grammy Award in de categorie 'Best Latin Recording'. De huidige catalogus van Timeless bestaat uit meer dan 850 uitgaves van Chet Baker, Art Blakey, Lionel Hampton, Bill Evans, Tommy Flanagan, Pharoah Sanders, Archie Shepp, George Adams, Chris Barber, Acker Bilk en vele anderen.
In 1991 startte Wigt samen met trombonist Chris Barber de serie Chris Barber Collection op (ook wel Timeless Historical of CBC genoemd). Dit waren geremasterde heruitgaven uit de privécollectie van de Britse muzikant met onder meer opnames van Louis Armstrong, Bing Crosby, Coleman Hawkins, Ethel Waters, Django Reinhardt, Hoagy Carmichael, Sidney Bechet. In 1998 nam Wigt het platenlabel Limetree Records over, met opnames van onder anderen Toots Thielemans, Monty Alexander en Bill Evans.